# GIPR-Klasse EF/1
Die Elektrolokomotiven der Klasse EF/1 der Great Indian Peninsula Railway (GIPR), später WCG-1 der Indian Railways (IR), waren im Güterzugdienst auf den mit 1500 V Gleichspannung elektrifizierten Bahnstrecken eingesetzt. Die Lokomotiven gehören zur Familie der Krokodil-Lokomotiven.

## Bau

Werksfoto

Die Lokomotiven wurden 1926 bestellt. Der mechanische Teil der ersten 10 Lokomotiven wurde von der SLM in Winterthur gebaut, die übrigen 31 Stück bei der Vulcan Foundry in Newton-le-Willows. Der elektrische Teil aller 41 Lokomotiven wurde von Metrovick nach Zeichnungen von BBC aus Baden im Aargau gebaut.
Es handelte sich um die ersten von Vulcan Foundry gebauten Elektrolokomotiven.

## Technik
Das Gesamtgewicht der Lokomotive betrug 123 t, wovon 72,25 t auf den mechanischen Teil und 50,75 t auf den elektrischen Teil entfielen.

### Mechanischer Teil
Die Lokomotive hat zwei Drehgestelle mit drei gekuppelten Achsen, die von einem SLM-Schrägstangenantrieb angetrieben wurden. Die Triebachse war die dritte Achse im Drehgestell, der Antrieb erfolgte von einem Doppelfahrmotor über eine Blindwelle, die zwischen den Achsen 1 und 2 angeordnet ist, auf die Treib- und Kuppelstangen.
Die beiden Triebdrehgestelle, an denen auch die Zug- und Stoßvorrichtungen angebracht waren, besaßen niedere Aufbauten, in denen die Fahrmotoren und die Wendeschalter untergebracht waren. Der Lokomotivkasten mit den beiden Führerständen verband die beiden Triebdrehgestelle. Die Lokomotive konnte Bögen mit 500 ft (152 m) Halbmesser befahren.

#### Bremse und Druckluftausrüstung
Die Lokomotive war mit Vakuumbremse für den Wagenzug ausgerüstet, wobei die Bremse der Lokomotive selbst als vakuumgesteuerte Druckluftbremse ausgeführt war. Es gab zwei Vakuumpumpen und zwei Kolbenkompressoren, wobei die Kompressoren von direkt mit Fahrleitungsspannung versorgten 1500 V-Motoren angetrieben wurden. Über ein Pedal konnten die mit Druckluftaustragung arbeitenden Sandstreueinrichtungen betätigt werden. Die Stromabnehmer ließen sich über ein handbetätigtes Druckluftventil heben und senken. Als akustische Warneinrichtung stand eine Druckluftpfeife zur Verfügung.

### Elektrischer Teil
Die 650 PS-Fahrmotoren hatten für 1500 V ausgelegte Wicklungen. Es waren die folgenden Gruppierungen möglich:
- alle vier Motoren in Reihenschaltung = 375V/Motor
- zwei Motoren in Reihenschaltung parallel zu den anderen beiden Motoren in Reihenschaltung = 750V/Motor
- alle Fahrmotoren parallel = 1500V/Motor

Die elektropneumatische Steuerung hatte neun Fahrstufen – drei in jeder Gruppierung.
Weiter gab es eine elektrische Nutzbremse, die im Geschwindigkeitsbereich von 8 mph (12,8 km/h) bis 35 mph (56 km/h) arbeitete. Die Erregung der Fahrmotoren wurde über einen Achsgenerator sichergestellt.

## Betrieb
Die Lokomotiven wurden sowohl vor Güterzügen auf den Strecken Bombay–Pune und Bombay–Igatpuri der GIPR eingesetzt, hatten aber auch die Aufgabe, Züge auf der bis zu 30 ‰ steilen Bhor Ghat-Rampe nachzuschieben. Sie wurden vom Personal als खेकडा [Khēkaḍā], deutsch ‚Krabbe‘, bezeichnet und bewährten sich mit ihrer guten Kurvengängigkeit auf der Gebirgsstrecke. Oft wird erwähnt, dass die Lokomotiven im Stehen ein seltsames stöhnendes Geräusch abgaben und beim Fahren ein wischendes Geräusch machten, was für die meisten Krokodillokomotiven typisch war.
Ab 1974 wurden die WCG-1 nur noch im Rangierdienst in Bombay und Lonavla eingesetzt, wo die letzten Lokomotiven noch 1992 im Einsatz gesichtet wurden. In Bombay waren sie in dem Depot Wadi Bunder in der Nähe vom Bombay Victoria Terminus beheimatet und wurden vor allem zum Zusammenstellen von Reisezügen benutzt.
Die erste Lokomotive erhielt nach Leslie Wilson, der von 1923 bis 1928 Gouverneur von Bombay war, den Namen Sir Leslie Wilson. Das Namensschild ist heute an der im National Rail Museum of India ausgestellten Lok Nr. 4502 angebracht.